# Roberto Gagliardini
Roberto Gagliardini (* 7. April 1994 in Bergamo) ist ein italienischer Fußballspieler, der bei der AC Monza unter Vertrag steht.

## Karriere

### Im Verein
Roberto Gagliardini begann seine Karriere in seiner Heimatstadt bei Atalanta Bergamo. Zur Saison 2013/14 wurde er von Trainer Stefano Colantuono in den Profikader berufen. Seinen ersten Einsatz hatte er am 4. Dezember 2013 beim 2:0-Sieg im Pokalheimspiel gegen die US Sassuolo Calcio. Am 17. Januar 2014 wurde Gagliardini an die AC Cesena ausgeliehen, die zu dem Zeitpunkt in der Serie B spielte. Acht Tage später, beim 3:1-Sieg gegen den FC Varese gelang ihm sein erstes Tor für Cesena. Am Ende der Saison 2013/14 erreichte er mit der von Pierpaolo Bisoli trainierten AC Cesena die Aufstiegs-Playoffs zur Serie A, wo man sich gegen die US Latina durchsetzte und in Italiens höchste Spielklasse aufstieg. Von September 2014 bis Juli 2015 war Gagliardini an den Zweitligisten Spezia Calcio ausgeliehen. Im Anschluss spielte er bis 2016 leihweise bei Vicenza Calcio.
Im Frühjahr kehrte Gagliardini zu Atalanta Bergamo zurück und feierte am 15. Mai 2016 im letzten Spiel der Saison 2015/16 beim 2:1-Auswärtssieg beim CFC Genua sein Pflichtspieldebüt in der Serie A.
Am 11. Januar 2017 wurde Roberto Gagliardini bis zum 30. Juni 2018 an Inter Mailand ausgeliehen und kann im Anschluss fest verpflichtet werden. Zu seinem Pflichtspieldebüt für Inter kam er am 14. Januar 2017 unter Trainer Stefano Pioli im Giuseppe-Meazza-Stadion gegen Chievo Verona – Inter siegte 3:1. Am 8. März 2017 erzielte er beim 5:1-Sieg gegen Cagliari Calcio sein erstes Pflichtspieltor für die Nerazzurri. In der folgenden Woche kam es zur Begegnung gegen seinen eigentlichen Verein Atalanta Bergamo, auch hier gelang ihm ein Tor. Die Begegnung endete 7:1 für Inter.
Im Sommer 2023 wechselte Gagliardini zur AC Monza.

### In der Nationalmannschaft
Gagliardini lief bisher für die U-20 Italiens und die U-21 Italiens auf. Am 28. März 2017 kam er unter Gian Piero Ventura im Freundschaftsspiel gegen die Niederländische Fußballnationalmannschaft zu seinem ersten Einsatz in der A-Nationalmannschaft. Am 31. Mai 2017 ein weiterer Einsatz im Freundschaftsspiel gegen San Marino. Er nahm auch an der U-21 Fußball-Europameisterschaft 2017 in Polen teil.
Sein Länderspieldebüt für Italien feierte Gagliardini am 28. März 2017 im Freundschaftsspiel gegen die Niederlande. In der Folge gehörte Gagliardini regelmäßig zum Kader der Italiener und kam bis November 2018 auf insgesamt sechs Einsätze. Eine weitere Partie absolvierte er im November 2020 gegen Estland. Seitdem wurde er nicht mehr berücksichtigt.

## Erfolge
- Italienischer Meister: 2020/21
- Italienischer Supercupsieger: 2021
- Italienischer Pokal: 2022/23